# Fregiécourt
Fregiécourt (toponimo francese) è una frazione di 158 abitanti del comune svizzero di La Baroche, nel Canton Giura (distretto di Porrentruy).

## Storia

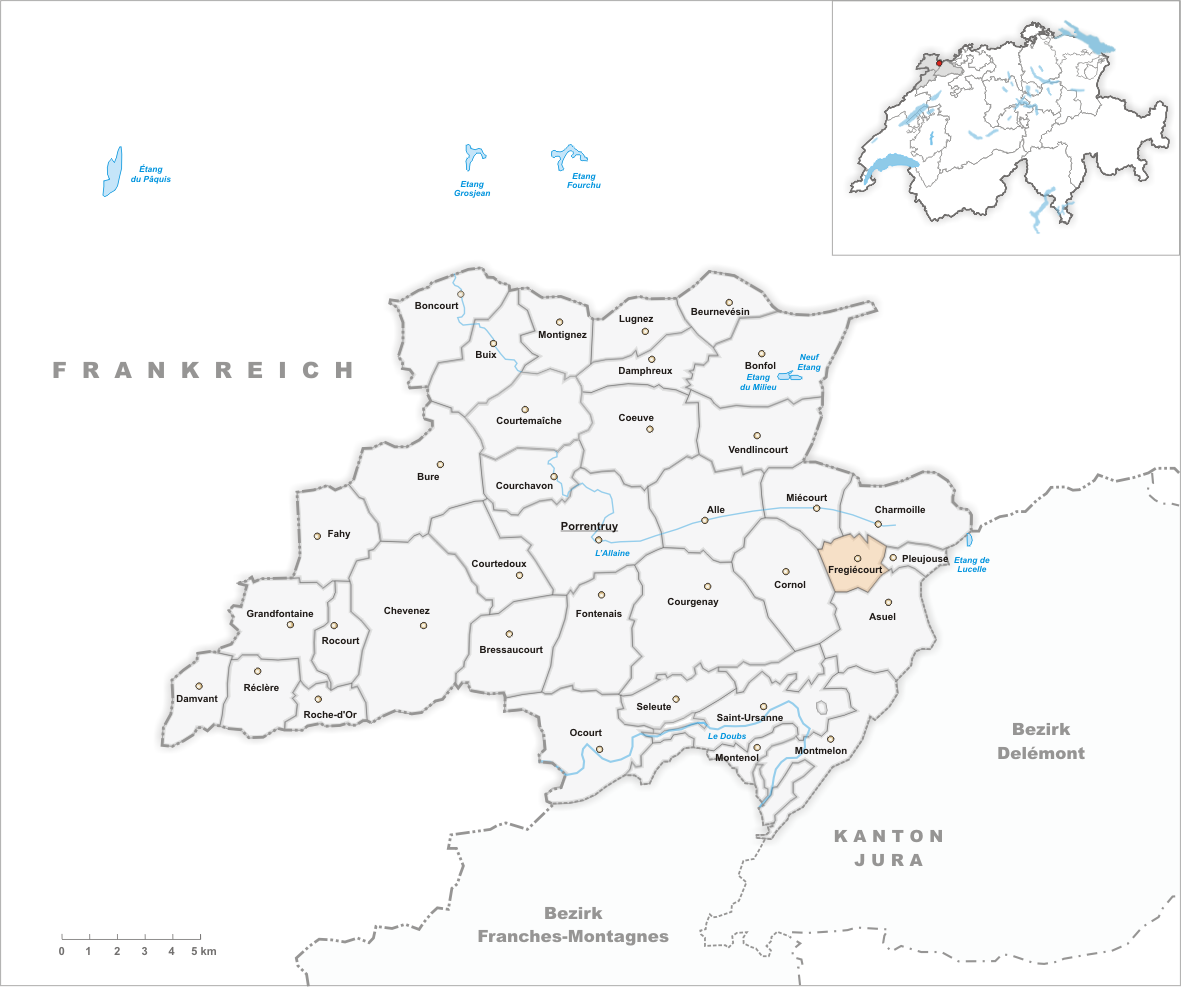
Il territorio del comune di Fregiécourt prima degli accorpamenti comunali del 2009

Già comune autonomo che si estendeva per 3,48 km², il 1º gennaio 2009 è stato accorpato agli altri comuni soppressi di Asuel, Charmoille, Miécourt e Pleujouse per formare il nuovo comune di La Baroche.

## Monumenti e luoghi d'interesse

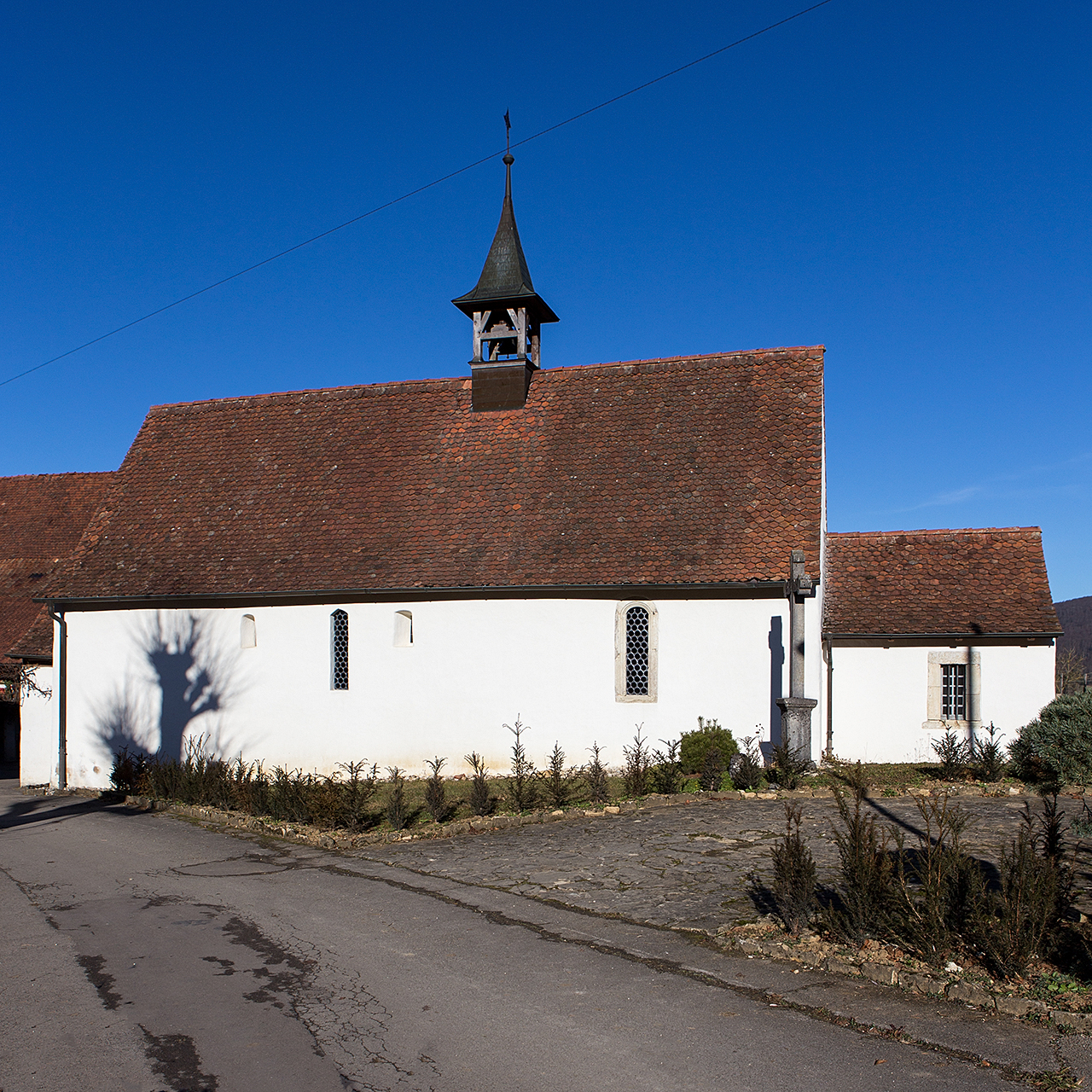
La cappella dei Santi Imerio e Uberto

- Cappella cattolica dei Santi Imerio e Uberto, attestata dal 1379 e ricostruita nel 1612[1].

## Società

### Evoluzione demografica
L'evoluzione demografica è riportata nella seguente tabella:
Abitanti censiti

## Amministrazione
Dal 1836 comune politico e comune patriziale erano uniti nella forma del commune mixte.